# Гудель, Неманья
Нема́нья (Нено) Гу́дель (серб. Немања Гудељ; род. 16 ноября 1991[…], Белград) — сербский футболист, полузащитник и капитан испанского клуба «Севилья». Игрок сборной Сербии. Участник чемпионата мира 2022 и чемпионата Европы 2024. 
Сын бывшего футболиста и тренера — Небойши Гуделя.

## Карьера
Неманья, пройдя все юношеские и молодёжные команды, в июле 2009 подписал первый профессиональный контракт с клубом НАК Бреда. 15 августа 2010 года состоялся в матче против «Утрехта» его дебют за основной состав. В первом же сезоне за клуб из Бреды Гудель провел 29 игр.
13 июня 2013 года было объявлено о переходе серба в АЗ.
6 мая 2015 года Неманья подписал пятилетний контракт с амстердамским «Аяксом». Дебют Гуделя состоялся 29 июля в матче Лиги чемпионов против венского «Рапида».
5 января 2017 года перешёл в «Тяньцзинь Тэда». «Аякс» на этой сделке заработал 5,5 миллиона евро. Зарплата серба в китайской команде составит 5 миллионов евро в год.
В июле 2019 года перешёл в испанскую «Севилью».

## Достижения
«Гуанчжоу Эвергранд»
- Обладатель Суперкубка Китая: 2018

«Спортинг Лиссабон»
- Обладатель Кубка португальской лиги: 2018/19
- Обладатель Кубка Португалии: 2018/19

«Севилья»
- Победитель Лиги Европы УЕФА (2): 2019/20, 2022/23